# Boomerang (Escandinavia)
Boomerang (en danés: Boomerang (Danmark), en noruego: Boomerang (Norge), en sueco: Boomerang (Sverige)) fue un canal de televisión dirigido a los países nórdicos. Transmitía una selección diferente de dibujos animados de su canal hermano Cartoon Network.

## Historia
A finales de 2005, Turner Broadcasting System Europe informó que tenían la intención de lanzar el canal en la región nórdica. También solicitaron una licencia para transmitir Boomerang en la red digital terrestre sueca en el otoño del año 2005.  Sin embargo, Boomerang no recibió una licencia del gobierno sueco en ese momento. 
El canal se lanzó el 1 de abril de 2011 desde la plataforma Canal Digital. Boomerang se había ofrecido previamente como un bloque de programación en Cartoon Network Nórdico. 
El 30 de septiembre de 2010, se lanzó como un canal en la plataforma satelital de Viasat.
El 19 de enero de 2015, Boomerang Nórdico aplicó el cambio de marca Boomerang. 
El 4 de septiembre de 2023 Boomerang Nórdico cesa sus transmisiones y es reemplazado por Cartoonito, sucediendo también en la región MENA y en Turquía.